# Astra ADT 25/30/35/40
Les modèles de la gamme Astra ADT sont des tombereaux articulés à six roues motrices fabriqués par le constructeur italien Astra SpA, filiale du groupe IVECO. Cette gamme, lancée en 2000, a constamment évolué avec les versions B en 2005 et C en 2008. Comme leurs principaux concurrents, le Volvo A40D et le Caterpillar 740, ils disposent d'une cabine centrale.
Après le bon accueil réservé au premier tombereau articulé de la marque, l'ADT 16, lancé en 1995, le constructeur italien a développé une gamme composée de quatre modèles : ADT 25, ADT 30, ADT 35 et ADT 40.

## Caractéristiques techniques
|                        | ADT 25                              | ADT 30                              | ADT 35                              | ADT 40                              |
| ---------------------- | ----------------------------------- | ----------------------------------- | ----------------------------------- | ----------------------------------- |
| Moteur                 | IVECO Cursor 10                     | IVECO Cursor 10                     | IVECO Cursor 13                     | IVECO Cursor 13                     |
| Cylindrée (cm3)        | 10 308                              | 10 308                              | 12 882                              | 12 882                              |
| Puissance ch DIN (kW)  | 320 (235) à 2 100 tr/min            | 353 (260) à 1 900 tr/min            | 410 (302) à 2 100 tr/min            | 455 (335) à 2 100 tr/min            |
| Couple (Nm DIN)        | 1 450 à 1 000 tr/min                | 1 650 à 1 140 tr/min                | 1 850 à 1 000 tr/min                | 2 000 à 1 185 tr/min                |
| Boîte de vitesses      | Automatique ZF 6WG260 6 MAv + 3 MAr | Automatique ZF 6WG260 6 MAv + 3 MAr | Automatique ZF 6WG310 6 MAv + 3 MAr | Automatique ZF 6WG310 6 MAv + 3 MAr |
| Vitesse (km/h)         | 46,6                                | 46,6                                | 47,5                                | 50,6                                |
| Angle de braquage      | 45°                                 | 45°                                 | 45°                                 | 45°                                 |
| Rayon braquage ext (m) | 8,25                                | 8,25                                | 8,68                                | 8,68                                |
| Volume benne (m3)      | 14,5                                | 17,6                                | 20,0                                | 22,0                                |
| Angle de décharge      | 68°                                 | 66°                                 | 70°                                 | 70°                                 |
| Poids à vide (kg)      | 22 240                              | 22 570                              | 28 500                              | 29 000                              |
| Charge utile (kg)      | 23 200                              | 28 160                              | 31 500                              | 37 000                              |
| Poids total (kg)       | 45 440                              | 50 730                              | 60 000                              | 66 000                              |
| Longueur (m)           | 10,03                               | 10,03                               | 10,78                               | 10,78                               |
| Largeur (m)            | 2,50                                | 3,12                                | 2,90                                | 3,11                                |
| Hauteur cabine (m)     | 3,65                                | 3,65                                | 3,80                                | 3,80                                |

À partir de 2010, les tombereaux rigides et articulés Astra ont aussi été distribués sous la marque Case, marque du groupe CNH Industrial, filiale du groupe Fiat.

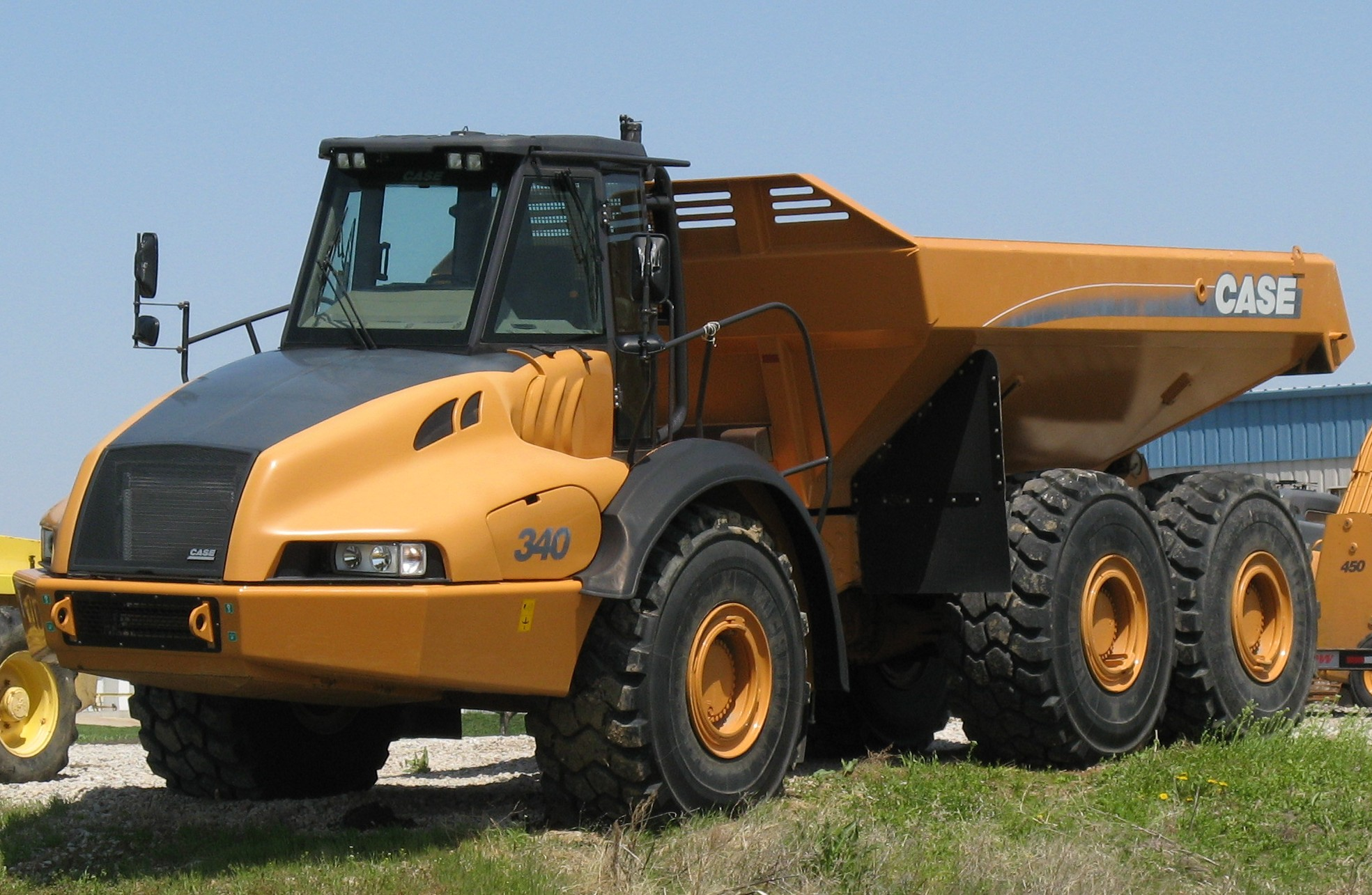
Tombereau articulé 6x6 Case 340, dérivé d'un modèle Astra.